# Zarina Khan
Pour les articles homonymes, voir Khan (homonymie).
Zarina Khan née le 19 février 1954 à Tunis dans la colonie russe, est une philosophe, écrivain, sociétaire de la Société des auteurs et compositeurs dramatiques, réalisatrice et actrice française, russo-pakistanaise, et militante engagée pour les droits de l'homme et de l'enfant.
Inspirée par la maïeutique de Socrate, elle crée la méthodologie "Atelier d'écriture et de pratique théâtrale ZK" (Déposé à l'INPI en 1994) et ouvre des espaces de création, de philosophie appliquée, dans les zones de conflits et auprès des enfants du monde. Après l'atelier qu'elle ouvre dans Sarajevo assiégée, qui donne naissance au "Dictionnaire de la vie", elle initie le réseau international "Théâtre et liberté dans la guerre" et œuvre avec ses outils artistiques à la nécessaire harmonie entre les peuples et les cultures.

## Biographie
Petite fille d'un officier russe de la marine du Tsar, sa mère devient lieutenant de l'armée française pendant la 2e guerre mondiale, son père, prince indien est cofondateur du Pakistan.
Après une rencontre fondamentale avec Konrad Adenauer qui lui donne son premier cours de géopolitique et un apprentissage théâtral avec Peter Brook et Ingmar Bergman, l'art devient son pays.
Musulmane à sa naissance, orthodoxe russe à 4 ans, élevée par des religieuses dominicaines, son beau-père est protestant et son premier mari est juif. Son parcours l’enrichit de toutes les religions.
Citoyenne du monde, Zarina Khan est philosophe, écrivain, metteur en scène, réalisatrice et  actrice. Les Droits de l’Homme et de l’Enfant sont au cœur de son œuvre artistique. Elle crée en 1984 la compagnie qui porte son nom et œuvre dans les pays en guerre, dans les quartiers sensibles où elle ouvre des espaces de création pour tous. Elle élabore de nombreux programmes de prévention de la violence et des conduites à risques, de préservation de l’environnement, pour le ministère de l'Éducation Nationale et un réseau international d’ateliers d'écriture. En 2005, elle est nommée au Prix Nobel de la paix .
Le 7 mars 2018, Zarina Khan reçoit le Prix Seligmann (prix littéraire qui récompense les écrits engagés contre le racisme, et l'intolérance) pour le "roman vrai" de sa vie, "La sagesse d'aimer" et prononce le discours de la Sorbonne ce jour-là.
Pierre Vidal-Naquet préface sa traduction des « Sept contre Thèbes » d’Eschyle qu'elle monte au Théâtre de la Tempête à la Cartoucherie de Vincennes  (Miguet-Ollagnier Marie, " Atrides et Labdacides à la Cartoucherie ", dans la Revue d'histoire du théâtre, 1994-1, p. 61-72). Elle joue aussi bien sur les scènes nationales que dans les préfabriqués de banlieue, le métro, les zones de conflits (Sarajevo, les Balkans, Beyrouth) et les amphithéâtres grecs.
Installée dans la citadelle millénaire de Mirabel, en Ardèche, depuis l’an 2000, Zarina Khan crée le concept d’itinérance théâtrale (Théâtralisation de sites emblématiques au travers d'itinéraires qui ressuscitent et explorent l'Histoire, la géologie, la géomorphologie et le patrimoine ancestral) et anime le Art'Kafé , centre de rencontres inter-culturelles.
Elle réalise le projet Mirapolis, parrainé par Edgar Morin, création d’une cité d’accueil solidaire, à Mirabel, dans le temple protestant où Olivier de Serres recevait au XVIe siècle les sages d’Europe, catholiques et protestants, pour construire la paix,,,,,,,,,,.

## Distinctions
- 1975 : Prix du Conservatoire d'art dramatique de Nice
- 1995 : Nommée Experte pour la paix par l'Organisation des Nations unies pour l'éducation, la science et la culture (Unesco, Réseau Réunir)
- 1997 : Prix du Scénario de la Fondation Beaumarchais SACD pour "Ados Amor"
- 2001 : Prix Unesco Art et Pédagogie et Clé d'or du Festival de Lorquin pour « Essabar ou l'abri de l'être »
- 2005 : Nommée pour le Prix Nobel de la paix
- 2008 : Prix « S'unir pour agir » de la Fondation de France
- 2010 : Prix des Droits de l'Homme René Cassin
- 2017 : Prix Seligmann pour l’ouvrage intitulé « La sagesse d’aimer »

## Citations
« Le divertissement est fait pour éloigner de la réalité, l'art pour que le réel prenne sens. »
« L'écriture dessine le chemin, le théâtre est la lumière qui l'éclaire. »
« Parce que l'histoire est faite aussi de tristesse, et que fermer les yeux pour l'ignorer ne l'efface pas. Peut-être que la souffrance à laquelle nul n'échappe, est le fondement de la joie. »

## Publications
- Jeu Même - Avant-Scène Théâtre - 1983
- L’arbre - nouvelle, revue Obsidiane - 1984
- Le feu – éditions chemin de papier - 1989
- Les 7 contre Thèbes d’Eschyle, traduction de Zarina Khan, suivi des Souvenirs des Tragédies Disparues de Zarina Khan. Préface de Pierre Vidal-Naquet. - Volk, 1991 - 2000.
- Les Droits des Enfants - collection Monde en Poche, Nathan, 1991. Traduit en Brésilien, Italien, Coréen et Grec.
- Le Dictionnaire de la Vie - version trilingue - français, anglais, bosniaque - Volk Editions, 1993. Réédition Français, Anglais, Espagnol - 1997
- Das Wörterbuch des Lebens - Volk Editions -1995
- Le point de vue d’une philosophe - article paru dans Le Choc de la Paix, La Nacelle - 1995.
- Petits princes, porteurs d’eau et de dignité humaine - article paru dans Confluences Méditerranée, no 13, l’Harmattan - 1995
- Les enfants de Sarajevo: expérience d’un atelier de création théâtrale, article paru dans La Méditerranée, une et plurielle, Réunir - Unesco - 1995
- Folies Frontières. Les enfants de Sarajevo - article paru dans V.S.T., no 47, Centres d'Entraînement aux Méthodes d'Éducation Active - 1996
- La culture comme espace de rencontre, résistance, reconstruction, article paru dans Vers l’Éducation Nouvelle, no 476 - 1996
- La Mondialisation, un défi pour les citoyens – Bruno Leprince éditeur - 1998.
- Les contes des Enfants de la Terre. (Issus d'ateliers menés dans les écoles du Xe de Paris)– éditions du Buisson Saint Louis - 1999
- Les Droits de l'Homme en questions – éditions de la Ville du Blanc-Mesnil -1999
- La dignité ou la vie – Revue d’écritures Filigrane no 43 - 1999
- L’Oscillation réussie. Numéro 21 de la revue L’Erre - Fédération des Rééducateurs de l'Éducation Nationale. - 1999
- Des jumeaux à réunir d’urgence – dans le Théâtre Public Controverses Manifeste pour un temps présent. Publication d’Avignon public off  - 1999
- Droits de l’Homme, Droits de l’Enfant - Traduit en coréen, grec et brésilien. - Nathan - 2000[14]
- Réussir à l’école – Revue Empan, 2000
- La dimension culturelle dans le CEL – revue « Grain de CEL » - Contrats Éducatifs Locaux, Ministère de la Culture, décembre - 2000
- Les 7 contre Thèbes – Réédition Volk  - 2000
- Extraire le sens de l’échange inter-culturel – revue Champs Culturels, décembre - 2001
- Le Temps Traversé - Volk Editions - 2001
- « Chicoutaï » et « Aux enfants de la ville ». La revue du Groupe français d'éducation nouvelle, « Créé du désordre » no 68  - 2003
- Parole de pierres - Volk Editions – 2004
- Les 7 Portes sur le Ciel - Volk Editions - 2004
- Droits de l’Homme, Droits de l’Enfant – Collection Kaléidoc Nathan - 2005
- La Résistance ou tous les temps de l’éternité- Revue Empan - 2005
- Socrate, le retour - Volk Éditions - 2008
- La Valse des 1001 Rivières - Volk Éditions - 2010
- Prométhée ou la Promesse du Feu - Volk Éditions - 2011
- Du dénouement des « nœuds » et de la libération dans la Cité. Revue de l'Erre No 31 de juillet - 2014
- Religion, démocratie, où sont les femmes ? Éditions de l'Institut des Hautes Études de Management (HEM) de Rabat - 2014
- L'enchantement du monde "Entre religion et politique, entre foi et croyances, quels espaces pour le réenchantement du monde ?"  - Centre de Recherches et d'Études Sociales - 2014
- La promenade de la pensée « Une mise en pensée à l'école » Actes du 31e congrès national de la Fédération Nationale des Associations des Rééducateurs de l'Éducation Nationale - Nantes - 2016
- Le récit, cocher du grand voyage ou Un atelier d'écriture en maternelle. Revue Ultreïa des éditions Hozhoni - 2017
- La balade de la lavandière, à la rencontre d'Olivier de Serres visionnaire du XVIe siècle - Editions de la Calade, livre audio  - 2019 [15]
- La sagesse d'aimer - Tome 1 : La sagesse d'aimer - Hozhoni Éditions -  2016 - Prix Seligmann 2017[16]
- La sagesse d'aimer - Tome 2 : La forge solaire - Hozhoni Éditions - 2018 [17]
- La sagesse d'aimer - Tome 3 : L'œuvre à la joie - Hozhoni Éditions - 2021 [18]
- Uchi-Soto ou Dedans dehors - Revue Envie d'école No 105 page 21 à 23 - 2021 [19]
- Réenchantons le monde ! « Entre religion et politique, entre foi et croyances, quels espaces pour le réenchantement du monde ? »  Essai Editions Jacques Flament - 2021 [20],[21]
- L'aire de jeu des images, l'aire des images du je - Revue Envie d'école No 109 page 24 à 25 - 2022 [19]

## Filmographie
- 1993 : Le Dictionnaire de la Vie à Sarajevo
- 1994 : La Maison des citoyens à Sarajevo[22]
- 1996-97 : Ados Amor
- 1998 : Ados Amor, un autre regard
- 1998 : La Statue de Voltaire à Saint-Claude - Prix FIFAP UNESCO 1999
- 1998 : L’histoire de la goutte d’eau ou le cycle de la vie
- 1999 : Les sentiments d’Hérouville
- 1999 : Ados Rama
- 1999 : Ados Kanou
- 2000 : Les porte-parole de la paix
- 2000 : Les contes des enfants de la Terre
- 2000 : Essabar ou l’abri de l’être - Prix FIFAP UNESCO 2000 ; Clé d’Or du Festival de Lorquin 2001
- 2001 : La Traversée de l’Oubli